# St. Wolfgang (Kaltenbrunn)
Die römisch-katholische Pfarrkirche St. Wolfgang im oberfränkischen Kaltenbrunn, einem Gemeindeteil von Itzgrund im Landkreis Coburg, wurde Mitte des 18. Jahrhunderts gebaut.

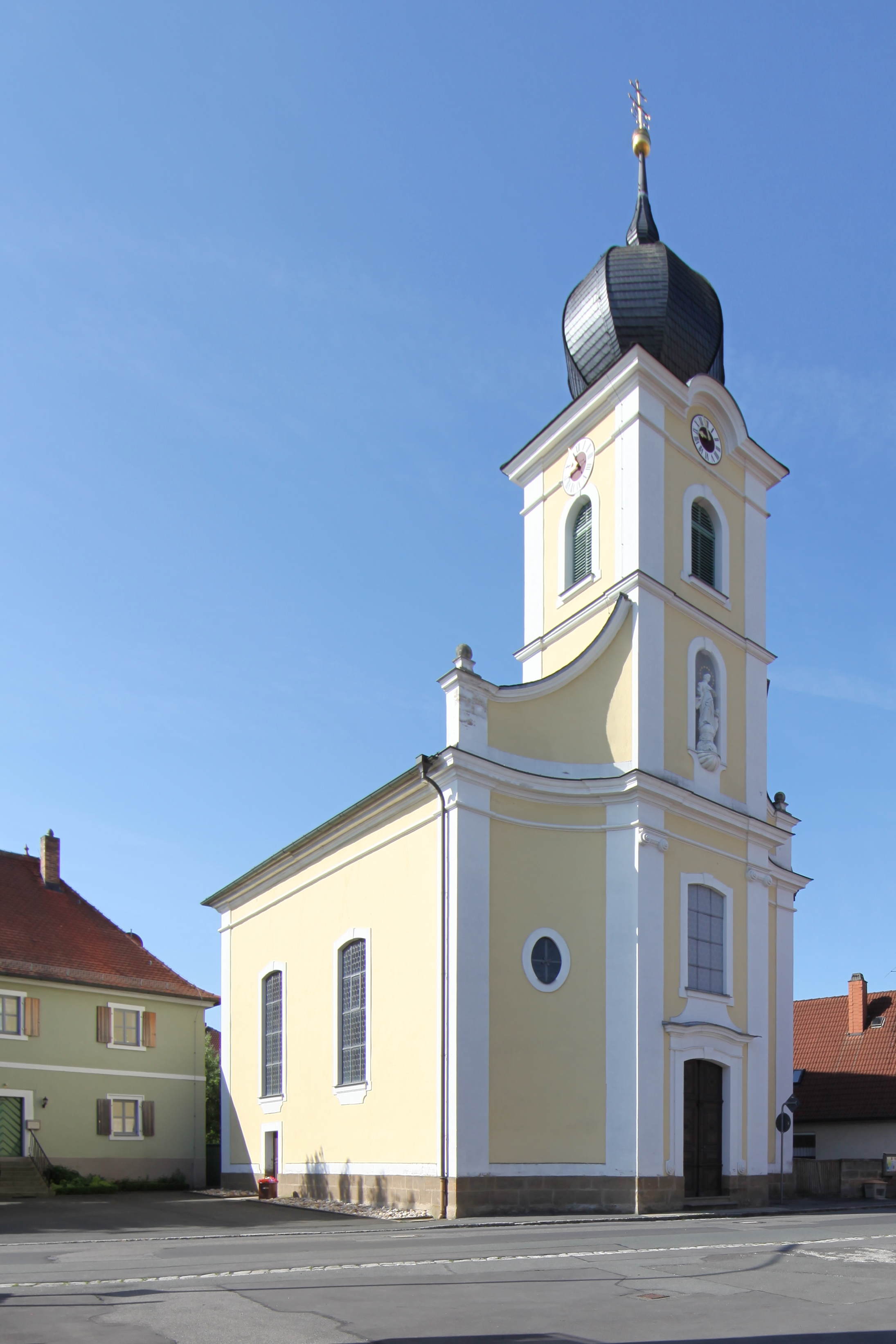
Pfarrkirche St. Wolfgang in Kaltenbrunn

## Geschichte
Ursprünglich stand in Kaltenbrunn eine Kapelle mit unbekanntem Gründungsdatum, die zu Pfarrweisach und später zu Ebern gehörte. Mit der Erhebung der Untermerzbacher Marienkapelle zu einer Pfarrkirche im Jahr 1439 erfolgte die Einpfarrung Kaltenbrunns dorthin. 1534 führte die Familie von Rotenhan die Reformation ein. 1675 kehrte Georg Wolf von Rotenhan zu Merzbach samt seiner Familie zur katholischen Kirche zurück und die Kaltenbrunner Wolfgangskapelle, die wohl im Wesentlichen spätgotisch war, wurde den Katholiken überlassen. Der größte Teil der Bevölkerung war inzwischen evangelisch und musste zum Gottesdienst, bis zur Einpfarrung nach Gleußen im Jahr 1824, nach Untermerzbach. Es folgte 1691 die Erhebung zur katholischen Pfarrei im Bistum Würzburg.
Die von Rotenhans der Merzbacher Linie veranlassten Mitte des 18. Jahrhunderts den Neubau einer Kirche. Erste Entwürfe fertigte 1739 Johann Jakob Michael Küchel unter Beibehaltung des alten Kirchturms an der westlichen Seite und des bestehenden Chors. Zeitgleich lieferte Justus Heinrich Dientzenhofer einen Konkurrenzentwurf. 1745 wurde die alte Kirche abgebrochen und 1746 bis 1749 der Neubau in Anlehnung an die Pläne Küchels von dem Maurer- und Steinmetzmeister Thomas Harra aus Ebern und nach dessen Tod von Johann Tanzer aus Ebern errichtet. Dabei wurde Mauerwerk des Vorgängerbaus mit einbezogen.
Nach der Säkularisation in Bayern kam es zu einer Neueinteilung der kirchlichen Sprengel. Die Pfarrei Kaltenbrunn wurde in der Folge 1810 dem Erzbistum Bamberg zugeordnet.
Im Jahr 1882 wurde das Kirchendach neu gedeckt. 1924 und 1937 folgten Renovierungen. 1965/66 ließ die Kirchengemeinde den Innenraum umgestalten und renovieren sowie eine Außeninstandsetzung durchführen. Bei einer Restaurierung im Jahr 2002 wurden das Dach neu verschiefert und die Fenster erneuert sowie der Innenraum und die Außenmauer neu gestrichen.

## Baubeschreibung

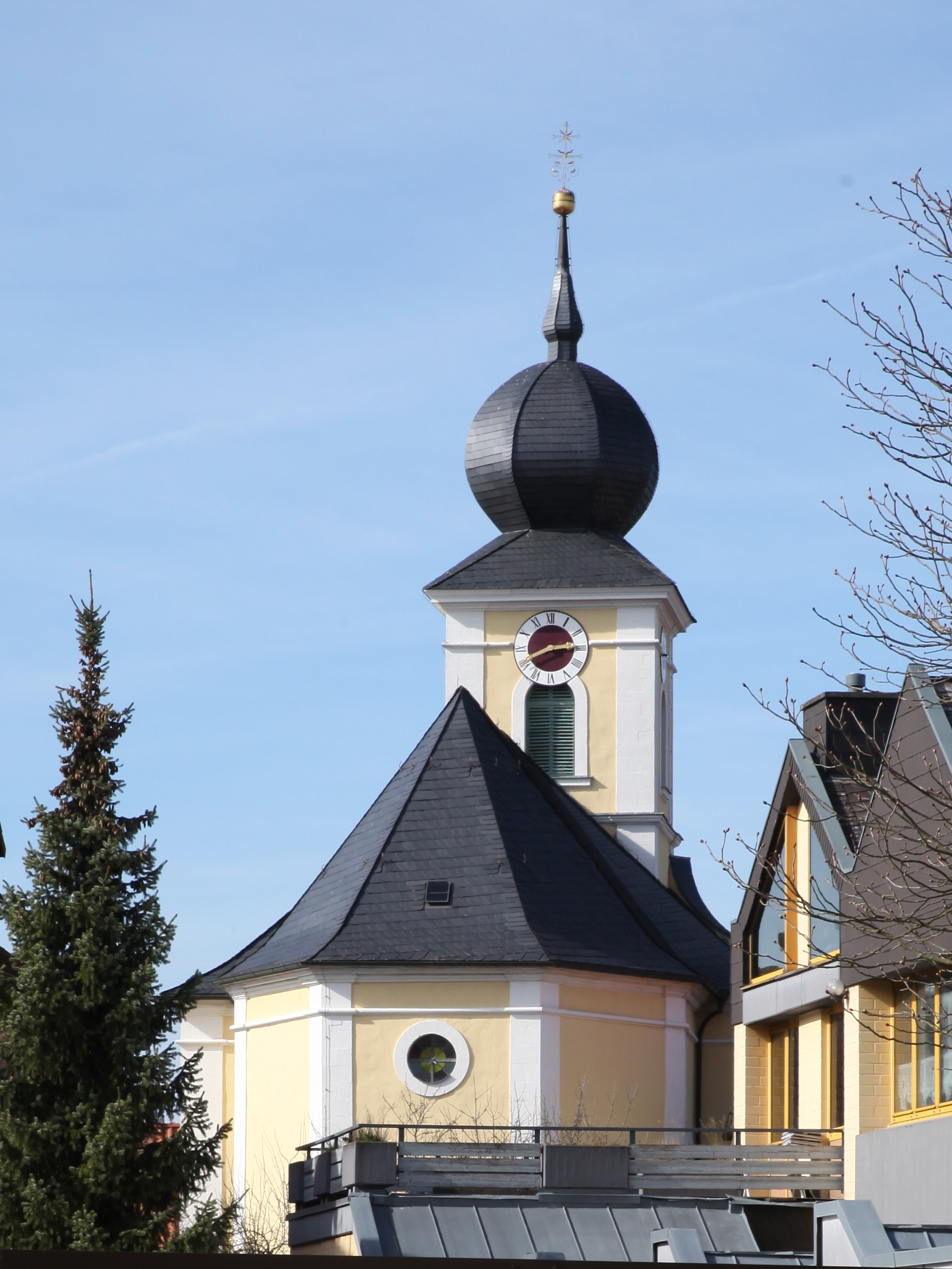
Ostfassade

Die nach Südosten gerichtete, barocke Saalbaukirche steht in der Ortsmitte und hat eine aus der Flucht der Dorfstraße hervortretende Einturmfassade.
Der eingezogene, aus Dreiachtelschluss und Längsachse zusammengefasste Chor ist auf der Innenseite halbkreisförmig ausgebildet. Eine flache Putzdecke mit Kehle und Gesimsen überspannt den Raum. An den beiden Seiten befindet sich jeweils ein großes Stichbogenfenster. Der Hauptzugang zur Sakristei ist an der Stirnseite mit Rundfenstern darüber. Ein runder Chorbogen mit Pfeilervorlagen verbindet den Chor mit dem Langhaus.
Das Langhaus besteht aus einem breiten, rechteckigen Saalraum, den eine flache Putzdecke mit breiter Kehle überspannt und der seitlich zwei Fensterachsen mit Stichbogenfenstern hat. Nördlich, in der vorderen Achse, befindet sich ein Seiteneingang. Die Ecken neben dem Chorbogen sind durch Viertelkreise abgerundet. Darin stehen die Seitenaltäre. Den westlichen Abschluss bilden drei rundbogige, doppelgeschossige Arkaden, in denen im Obergeschoss die Orgel mittig hinter einer Holzbrüstung mit Vierkantbalustern und Gesimsen steht. Die Außenwand des Langhauses besteht aus verputztem Bruchsteinmauerwerk. Sockel, Gebälk und Ecklisenen aus unverputzten Sandsteinquadern gliedern die Fassade. Die Fenster haben glatte Rahmungen mit Keilstein und gekehlte Sohlbänke.
Die Westfront prägt eine dreiachsige Einturmfassade. Der Kirchturm in der Mitte der Fassade hat einen quadratischen Grundriss und ist von Pilastern mit ionischen Kapitellen eingerahmt. In der Mitte des Turms befindet sich das stichbogige Hauptportal mit seitlichen Lisenen und oben einem Gebälk, darüber ein Segmentbogenfenster. In den von Lisenen eingerahmten Seitenfeldern sind hochovale Okuli mit einer glatten Rahmung angeordnet. Den oberen Abschluss bilden geschweifte Halbgiebel mit kugelknaufbekrönten Attikapfeilern. Im ersten Turmobergeschoss steht in einer gerahmten Rundbogennische eine Sandsteinstatue des heiligen Josef. Im zweiten Obergeschoss befinden sich auf allen Seiten rundbogige, gerahmte Schallöffnungen, darüber Zifferblätter der Turmuhr. Der Turm hat eine achtseitige Haube mit kleiner Zwiebelspitze, Knauf und Doppelarmkreuz.

## Ausstattung

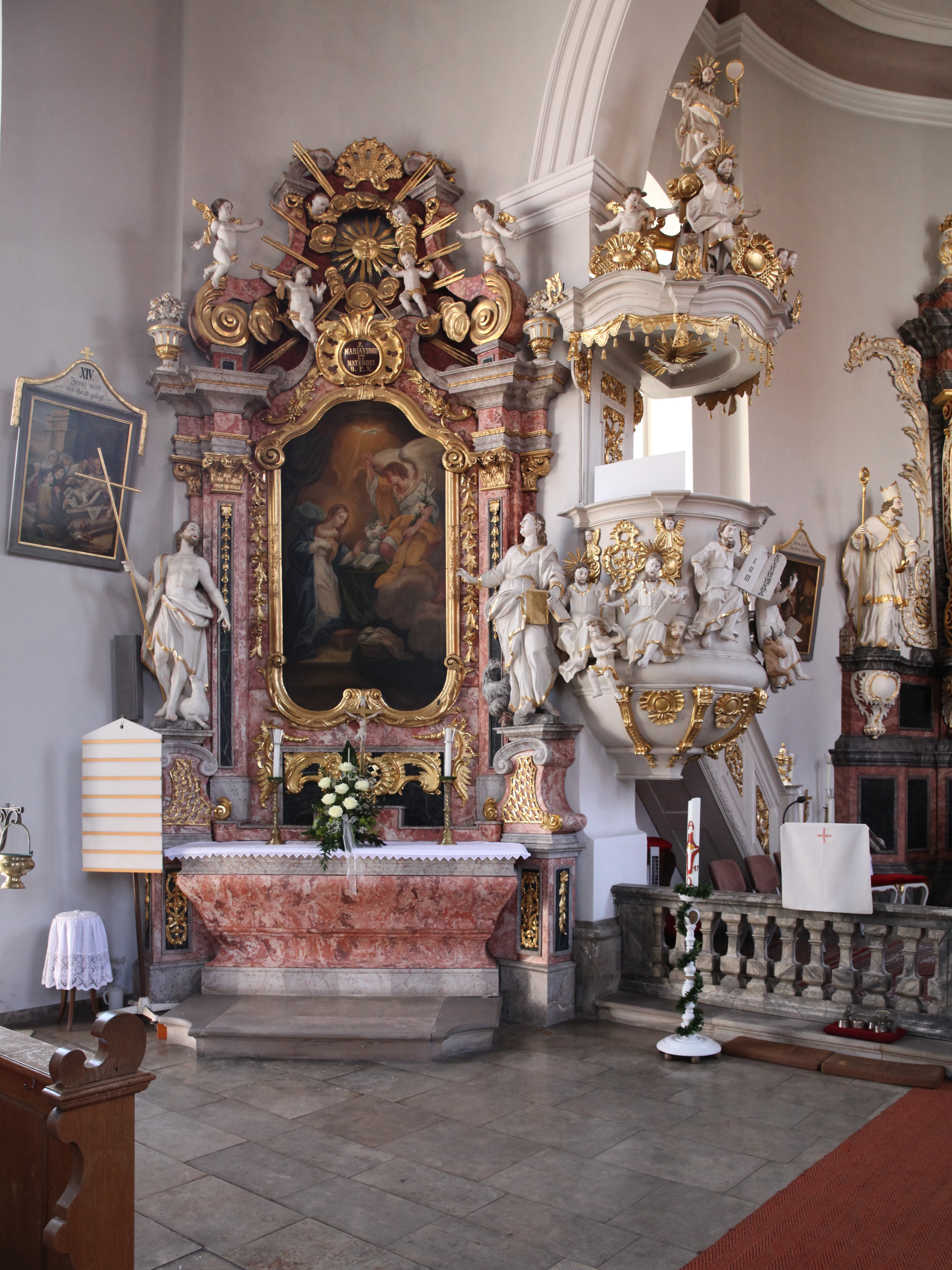
Marienaltar und Kanzel

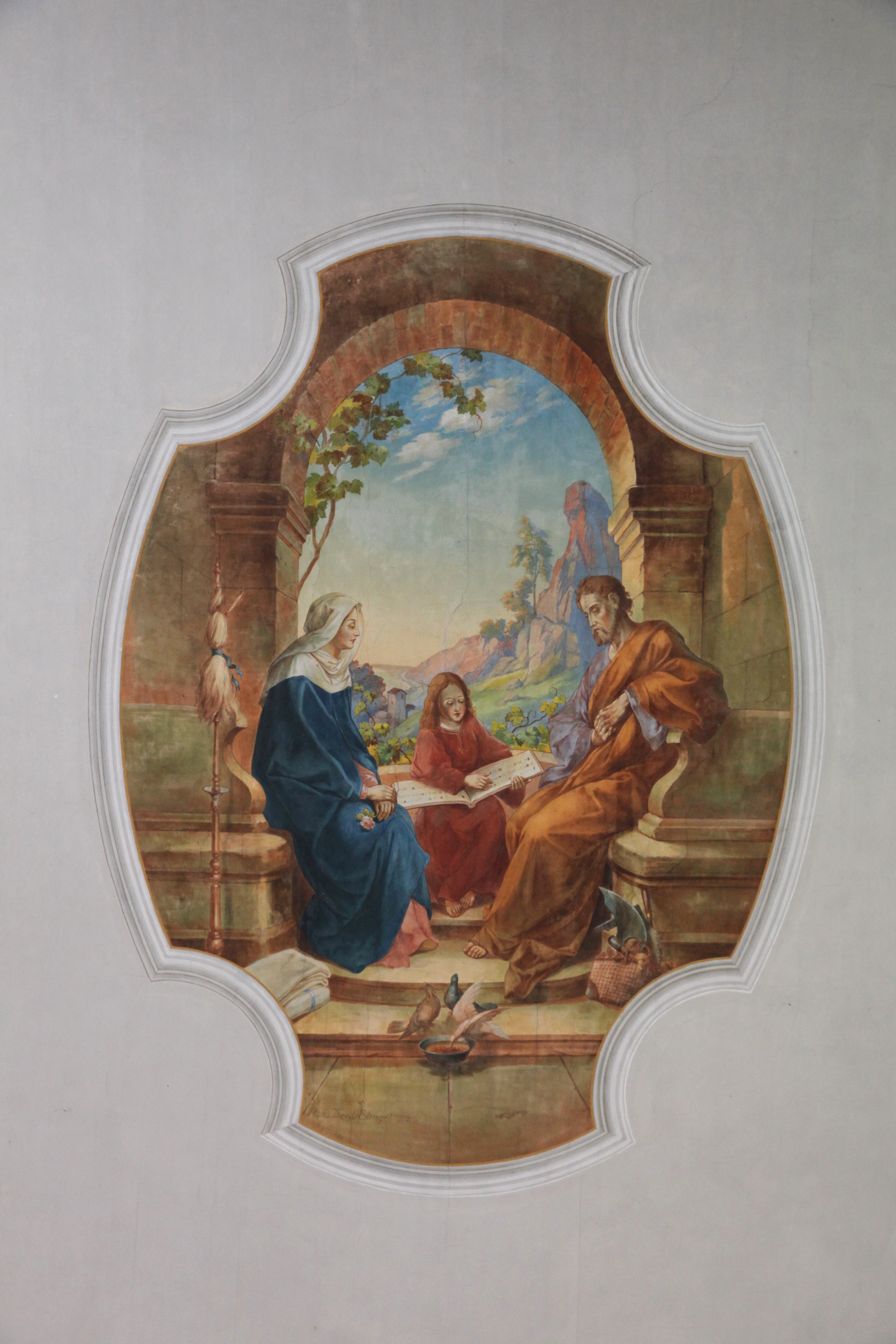
Deckengemälde

Der freistehende Hauptaltar ist um 1756/59 entstanden. Er hat einen marmorierten Holzaufbau; das Altarblatt zeigt eine dreifigurige Kreuzigungsgruppe in Öl auf einer Leinwand. Darüber befindet sich eine Kartusche mit dem Allianzwappen derer von Rotenhan und Truchsess von Wetzhausen. Auf dem freistehenden Stipes steht ein im Rokoko gestalteter Drehtabernakel. Links vom Altar befindet sich eine Statue des heiligen Wolfgang, rechts eine der heiligen Ottilie.
Die Nebenaltäre schuf zwischen 1749 und 1754 Johann Thomas Wagner aus Obertheres. Sie haben übereckgestellte, marmorierte Holzaufbauten. Am linken Marienaltar mit dem Ölgemälde Maria Verkündigung von Joseph Scheubel auf dem Altarblatt stehen Statuen der Heiligen Johannes der Täufer und Johannes der Apostel. Am rechten Altar mit einem Ölgemälde des heiligen Johannes Nepomuk befinden sich Statuen der Heiligen Karl Borromäus und Aquilin.
Die reich ausgestattete barocke Kanzel am linken Chorbogenpfeiler ist ebenfalls ein Werk von Johann Thomas Wagner. Der zylindrische, hölzerne Korpus auf einem kelchförmigen Fuß ist mit Sitzfiguren der vier Evangelisten mit ihren Attributen geschmückt. Mittig dazwischen sitzt Moses mit den Gesetzestafeln. Den Schalldeckel schmückt in der Untersicht die Heilige-Geist-Taube. Darüber befindet sich eine Christusstatue, Sitzfiguren stellen die Heiligen Petrus, Jakobus und Johannes dar.
Der um 1755 entstandene Taufstein aus Sandstein ist mit Reliefdekor aus Muschelkartuschen und rankendem Blattwerk verziert. Die runde kelchförmige Schale ist teilweise in die nördliche Wand des Langhauses eingelassen. Auf dem dekorierten Deckel der Schale befindet sich eine weißgefasste Holzstatutettengruppe der Taufe Christi durch Johannes. Dahinter tragen Pfeiler einen marmorierten Holzaufbau mit zwei kräftigen geschweiften Voluten als Begrenzung.
Das Deckengemälde Heilige Familie des Staffelsteiner Künstlers Hans Theodor Stengel von 1902 im Langhaus hat einen ovalen Deckenbildrahmen aus Stuck mit vier Einbuchtungen.

## Orgel
Die Orgel befindet sich in einer Turmnische über dem Eingang. Sie wurde um 1902 von der Bayreuther Orgelbaufirma Wolf & Sohn mit sechs Registern auf einem Manual und Pedal aufgestellt. Das vorherige Instrument hatte zehn Register, Bauzeit und Erbauer sind nicht bekannt. Der Prospekt der Neubarockorgel besteht aus drei Teilen. Er hat Rundbogenfelder mit geschweiften Gesimsstücken und aufgelegtes Schnitzwerk in Rokokomanier. Die Orgel wurde 2008 durch die Orgelbauwerkstätte Christian Scheffler restauriert.